# بيسنتي ليزارازو
بيسنتي ليزارازو (بالباسكية: Bixente Lizarazu) (مواليد 9 ديسمبر 1969 في سانت جين دي لوز - فرنسا) لاعب كرة قدم فرنسي ذو أصول إسبانية باسكية معتزل كان يجيد اللعب في خط الدفاع كظهير أيسر.
بدأ ليزارازو مسيرته الاحترافية مع نادي بايرن ميونخ الألماني وأتلتيك بيلباو الإسباني، وكان ضمن منتخب فرنسا لكرة القدم الفائز بكأس العالم لكرة القدم 1998 ولعب 97 مباراة دولية مع منتخب فرنسا لكرة القدم وسجل هدفين، وقد فاز مع الفريق في كأس العالم لكرة القدم 1998 وكأس الأمم الأوروبية لكرة القدم 2000، وقد فاز مع نادي بايرن ميونخ بلقب الدوري الألماني 6 مرات، وخمس مرات كأس ألمانيا ومرة واحدة دوري أبطال أوروبا وكأس العالم للأندية، وفي آخر موسم له مع بايرن ميونخ مرتدياً القميص رقم 69 وقال ليزارازو لأنه من مواليد 9 ديسمبر 1969 وطوله 169 سنتيمتراً ووزنه 69 كيلوغراماً.
وقبل أن ينتقل إلى ألمانيا لعب ليزارازو مع نادي بوردو منذ عام 1988 وحتى عام 1996، وقد لعب مع نادي أتلتيك بيلباو الإسباني، وأصبح أول لاعب فرنسي يشارك مع الفريق منذ الحرب العالمية الأولى، وبعد عام 2004 ترك نادي بايرن ميونخ وعاد إلى فرنسا، ولعب لنادي أولمبيك مارسيليا، ولكنه بعد ستة أشهرٍ عاد إلى بايرن ميونخ، وقد أعلن أنه سيعتزل اللعب نهائياً في 30 أبريل 2006.
وكان ليزارازو أحد أفراد الجيل الذهبي التاريخي للمنتخب الفرنسي الذي حقق المجد لبلاده في عام 1998 بتحقيقه كأس العالم، صنف كأفضل ظهير أيسر في العالم منذ عام 1998 م بعد أدواره البارزة مع منتخب بلاده والأندية التي لعب لها في تلك الفترة.

## روابط خارجية
- بيسنتي ليزارازو على موقع IMDb (الإنجليزية)
- بيسنتي ليزارازو على موقع ميوزك برينز (الإنجليزية)
- بيسنتي ليزارازو على موقع ديسكوغز (الإنجليزية)

- بيسنتي ليزارازو على موقع الاتحاد الدولي (مؤرشف)  (الإنجليزية)
- بيسنتي ليزارازو على موقع الاتحاد الأوربي (الإنجليزية)
- بيسنتي ليزارازو على موقع قاعدة بيانات كرة القدم.إي يو (الإنجليزية)
- بيسنتي ليزارازو على موقع بيانات كرة القدم. دي إي (الألمانية)
- بيسنتي ليزارازو على موقع ليكيب (الفرنسية)
- بيسنتي ليزارازو على موقع ناشيونال فوتبول تيمز (الإنجليزية)
- بيسنتي ليزارازو على موقع Soccerway.com (الإنجليزية)
- بيسنتي ليزارازو على موقع عالم كرة القدم.نت (الإنجليزية)
- بيسنتي ليزارازو على موقع كووورة